# Vescomtat de Lió
El vescomtat de Lió fou una jurisdicció feudal que va existir a Lió al final del segle x i al segle xi. El vescomtes eren en aquell temps els auxiliars del comte en l'administració de justícia i altres funcions al comtat. Fin els 926 el comtat de Lió va estar en mans dels comtes d'Alvèrnia que lògicament hi van tenir vescomtes, ja que no podien estar al dos llocs. El càrrec de vescomte va persistir com va passar en altres llocs, vinculat a una família que l'hauria exercit i posseïa certes terres que no eren el vescomtat (que era de fet tot el comtat o la part del comtat assignada) sinó un feu més amb títol vescomtal. El lloc principal del vescomtat de Lió seria Lavieu.
El primer que s'esmenta fou Ademar en una carta del 28 de març del 944 en una donació a Cluny en presència del marquès Hug que havia de ser Hug d'Arle (rei d'Itàlia i marquès de Provença) i els comtes Letald de Mâcon, Carles Constantí de Vienne i Guillem, segurament Guillem III de Lió. Després el càrrec torna a aparèixer al darrer quart del segle X quan un vescomte de nom Guigó i Eufèmia apareixen en una carta de donació a Saint-Benoît-sur-Loire el 16 d'octubre de 982. Guigó apareix també en una donació a Saint-Vincent de Mâcon per una carta datada entre 1018 i 1030; Guigó i Eufemia són segurament els mateixos que apareixen en una donació a Cluny feta pel primer per les animes del seu pare Berard i mare Blismodis, datada el 22 de gener de 1030. Entre la primera i la darrera havien passat uns 50 anys i com que no cal pensar que el vescomtat li fos atorgat abans dels 20 anys, tindria uns 70 anys o més el 1030; el comte Gerald apareix esmentat junt amb un senyor de nom Guigó en una donació a Savigny, però seria un altre personatge perquè Gerald probablement no era comte el 1030 (podria ser comte de Forez però segurament no ho era al Lionès); no obstant una altra carta del 1033 referida a la donació anterior l'esmenta com Guigó vescomte. Es va casar amb Eufèmia filla de Narduí, vescomte de Mâcon; van tenir almenys un fill que va morir jove, i probablement un altre fill que fou Guigó II i apareix en una donació datada entre gener i novembre del 1039 en la que s'esmenta a la seva dona Ermesssenda. Donada l'avançada edat del seu devia morir abans del 1050 i potser vers 1040.
Apareix després un Guigo de Lavieu (Guigo III) esmentat per Jean-Marie de La Mure, a la seva Histoire des Comtes de Forez, basada en el seu manuscrit de 1675 però publicada a París el 1860, anomena a Guigó de Lavieu vescomte, com el marit de Rotulfa filla del comte Gerard II de Lió i Forez (1014 o 1017- vers 1047) però segurament és un error i el confon amb el vescomte Guigó I o Guigó II. La Mure identifica al comte Gerard II i el vescomte Guigó de Lavier com els signants d'una carta sense data però regnant el rei Rodolf que va governar del 993 al 1032 el que va versemblant que aquest comte Guigó sigui Guigó I i no un suposat Guigó III i que per tant la suposada boda entre Rotulfa (morta vers 1015/1025) i Guigó no existeixi (ja que Guigó I estava casat amb Eufèmia).
Així entre 1040/1050 i finals de segle no es coneixen els vescomtes i un Guigó III podria haver existit o no. Després del 1107, vers el 1110 apareix esmentat el vescomte Galcerà de Lavieu, que va matar el comte Guillem V de Forez, que s'havia retirat poc abans a un monestir, acusant-lo d'haver violat a la seva dona. A causa d'això el vescomtat fou confiscat. La família va ressorgir com a senyors de Montmerle, potser per via dels descendents de Guixard, germà de Guigó I.

## Llista de vescomtes
- Ademar vers 944
- Desconegut (Berard?)
- Guigó I vers 982-1030
- Guigó II vers 1030 a 1050
- Desconegut (Guigó III?) vers 1050-1080
- Galcerà vers 1080-1110